# Darija Ptjelnik
Darija Ptjelnik, född 20 december 1981 i Hrodna, är en vitrysk friidrottare som tävlar i släggkastning.
Ptjelniks genombrott kom när hon vann guld vid universiaden 2007. Hon deltog vid Olympiska sommarspelen 2008 där hon slutade på fjärde plats efter ett kast på 73,65 meter.

## Personliga rekord
- Släggkastning - 76,33 meter